# Abdelhafez Ghoqa
Abdelhafez Ghoqa (également orthographié Abdel-Hafiz Ghoga) est un avocat libyen, spécialiste des droits de l'homme. Le 27 février 2011, il est élu porte-parole du Conseil national libyen, organisation dont l'objectif est selon lui « d'offrir un visage politique (...) à la révolution ».
Après la fusion du Conseil national avec le gouvernement de transition de Moustafa Abdel Jalil, Abdelhafez Ghoqa devient vice-président du nouveau Conseil national de transition tandis que Moustafa Abdel Jalil en devient président.
Le dimanche 20 mars 2011, Abdel Hafiz Ghoga, a critiqué le secrétaire général de la Ligue arabe, Amr Moussa, qui semblait se démarquer de la forme d'intervention adoptée par les Occidentaux en Libye. Pour Abdel Hafiz Ghoga, l'intervention militaire sous mandat de l'ONU doit perdurer afin d'empêcher l'extermination du peuple libyen par Mouammar Kadhafi.
Le 22 janvier 2012, il démissionne de la vice-présidence du CNT « dans l'intérêt de la Nation ».